# Frank Wolf (politico)
Frank Rudolph Wolf (Filadelfia, 30 gennaio 1939) è un politico statunitense, membro della Camera dei Rappresentanti per lo stato della Virginia dal 1981 al 2015.

## Biografia
Nato e cresciuto a Filadelfia, Wolf studiò scienze politiche e legge all'università. In seguito si arruolò nell'esercito come riservista e lavorò come assistente legale di alcuni politici prominenti come il Segretario degli Interni Rogers Morton.
Nel 1976 entrò ufficialmente in politica con il Partito Repubblicano e si candidò alla Camera dei Rappresentanti, ma perse le primarie. Due anni dopo ci riprovò e questa volta ottenne la nomination repubblicana, ma perse le elezioni generali contro il deputato in carica Joseph L. Fisher. Nel 1980 si candidò per la terza volta e in quell'occasione riuscì ad essere eletto, sconfiggendo di misura Fisher. Da allora, Wolf venne sempre riconfermato dagli elettori con grosse percentuali di voto e ottenne da loro altri sedici mandati da deputato, finché nel 2014 annunciò il suo ritiro alla scadenza della legislatura corrente.
Ideologicamente, Wolf è sempre stato ritenuto un conservatore, specie sui temi sociali come l'aborto.